# Temporada 1907-1908 del FC Barcelona
La temporada 1907-08 va ser la 9a de la història del FC Barcelona. El club no recupera el ritme, i tant l'equip com l'entitat continuen empitjorant. Novament s'acaba la temporada sense obtenir cap títol.

## Fets destacats

### 1907
- 6 novembre - Assemblea General. El president Juli Marial forma nova junta directiva amb Gamper de vicepresident, Mensa secretari, Manuel Amechazurra vicesecretari, Oseros tresorer i Puig i Fonguernie vocals. El club només compta amb 163 socis.
- Desembre: Per Nadal organitza una gira a França. Després de guanyar l'Olympique Cettois (1-4) i d'empatar amb l'Sporting Club Nîmois, el Barcelona juga el seu últim partit contra l'Marsella, un equip format majoritàriament per exjugadors de rugbi. Marca primer l'equip blaugrana però la duresa local és determinant i quatre barcelonistes (Bru, Duran, Sanz i Castell) han de retirar-se. Al final, 9-1 pels francesos.

### 1908
- Amb l'any nou comença a disputar-se el Campionat de Catalunya. El club X torna a guanyar el títol, encara que el torneig queda marcat per diverses actuacions polèmiques contra el Barça.

## Plantilla
Font:
| N.                            | Pos. | Nac. | Jugador              | Total | Total | C. Catalunya | C. Catalunya | Amistosos | Amistosos |
| N.                            | Pos. | Nac. | Jugador              | PJ    | Gols  | PJ           | Gols         | PJ        | Gols      |
| ----------------------------- | ---- | --- | -------------------- | ----- | ----- | ------------ | ------------ | --------- | --------- |
| —                             | POR  | [[Fitxer:Flag of Catalonia.svg\|23x15px\|border \|alt=Catalunya\|link=Selecció de futbol de Catalunya\|{{#if:\|]]                              | Romà Solà            | 17    | -5    | 5            | -5           | 12        | -         |
| —                             | DEF  | [[Fitxer:Flag of Catalonia.svg\|23x15px\|border \|alt=Catalunya\|link=Selecció de futbol de Catalunya\|{{#if:\|]]                              | Francesc Bru         | 15    | 1     | 5            | 0            | 10        | 1         |
| —                             | DEF  | [[Fitxer:Flag of Catalonia.svg\|23x15px\|border \|alt=Catalunya\|link=Selecció de futbol de Catalunya\|{{#if:\|]]                              | Francesc Sanz        | 12    | 1     | 5            | 0            | 7         | 1         |
| —                             | DEF  | [[Fitxer:Flag of Catalonia.svg\|23x15px\|border \|alt=Catalunya\|link=Selecció de futbol de Catalunya\|{{#if:\|]]                              | Duran                | 7     | 0     | 1            | 0            | 6         | 0         |
| —                             | MIG  | [[Fitxer:Flag of Catalonia.svg\|23x15px\|border \|alt=Catalunya\|link=Selecció de futbol de Catalunya\|{{#if:\|]]                              | Enric Peris          | 11    | 0     | 5            | 0            | 6         | 0         |
| —                             | MIG  | [[Fitxer:Flag of Catalonia.svg\|23x15px\|border \|alt=Catalunya\|link=Selecció de futbol de Catalunya\|{{#if:\|]]                              | Joan Grau            | 10    | 0     | 5            | 0            | 5         | 0         |
| —                             | MIG  | [[Fitxer:Flag of Catalonia.svg\|23x15px\|border \|alt=Catalunya\|link=Selecció de futbol de Catalunya\|{{#if:\|]]                              | Romà Forns           | 16    | 2     | 5            | 0            | 11        | 2         |
| —                             | MIG  | [[Fitxer:Flag of Catalonia.svg\|23x15px\|border \|alt=Catalunya\|link=Selecció de futbol de Catalunya\|{{#if:\|]]                              | Juli Marial          | 9     | 0     | 3            | 0            | 6         | 0         |
| —                             | DAV  | [[Fitxer:Flag of England.svg\|23x15px\|border \|alt=Anglaterra\|link=Selecció de futbol d'Anglaterra\|{{#if:\|]]                               | Charles Wallace      | 12    | 11    | 5            | 3            | 7         | 8         |
| —                             | DAV  | [[Fitxer:Flag of the Valencian Community (2x3).svg\|23x15px\|border \|alt=País Valencià\|link=Selecció de futbol del País Valencià\|{{#if:\|]] | Josep Quirante       | 17    | 8     | 5            | 1            | 12        | 7         |
| —                             | DAV  | [[Fitxer:Flag of the Philippines.svg\|23x15px\|border \|alt=Filipines\|link=Selecció de futbol de les Filipines\|{{#if:\|]]                    | Manuel Amechazurra   | 17    | 7     | 5            | 0            | 12        | 7         |
| —                             | DAV  | [[Fitxer:Flag of Catalonia.svg\|23x15px\|border \|alt=Catalunya\|link=Selecció de futbol de Catalunya\|{{#if:\|]]                              | Carlos Comamala      | 5     | 6     | 4            | 3            | 1         | 3         |
| —                             | DAV  | [[Fitxer:Flag of Catalonia.svg\|23x15px\|border \|alt=Catalunya\|link=Selecció de futbol de Catalunya\|{{#if:\|]]                              | Miquel Puig          | 3     | 0     | 2            | 0            | 1         | 0         |
| Equip reserva                 |      | |                      |       |       |              |              |           |           |
| —                             | DEF  | [[Fitxer:Flag of Catalonia.svg\|23x15px\|border \|alt=Catalunya\|link=Selecció de futbol de Catalunya\|{{#if:\|]]                              | Albert Almasqué      | 4     | 0     | 0            | 0            | 4         | 0         |
| —                             | DEF  | [[Fitxer:Flag of Catalonia.svg\|23x15px\|border \|alt=Catalunya\|link=Selecció de futbol de Catalunya\|{{#if:\|]]                              | Soler II             | 1     | 0     | 0            | 0            | 1         | 0         |
| —                             | MIG  | [[Fitxer:Flag of Catalonia.svg\|23x15px\|border \|alt=Catalunya\|link=Selecció de futbol de Catalunya\|{{#if:\|]]                              | Alejandro Fonquernie | 1     | 0     | 0            | 0            | 1         | 0         |
| —                             | DAV  | [[Fitxer:Flag of Switzerland.svg\|23x16px\|border \|alt=Suïssa\|link=Selecció de futbol de Suïssa\|{{#if:\|]]                                  | Otto Oskar Berger    | 3     | 0     | 0            | 0            | 3         | 0         |
| —                             | DAV  | [[Fitxer:Flag of Catalonia.svg\|23x15px\|border \|alt=Catalunya\|link=Selecció de futbol de Catalunya\|{{#if:\|]]                              | Alfredo Gil          | 7     | 0     | 0            | 0            | 7         | 0         |
| —                             | DAV  | [[Fitxer:Flag of Spain.svg\|23x15px\|border \|alt=Espanya\|link=Selecció de futbol d'Espanya\|{{#if:\|]]                                       | Manuel Méndez        | 4     | 8     | 0            | 0            | 4         | 8         |
| —                             | DAV  | [[Fitxer:Flag of Catalonia.svg\|23x15px\|border \|alt=Catalunya\|link=Selecció de futbol de Catalunya\|{{#if:\|]]                              | Enric Barraquer      | 1     | 2     | 0            | 0            | 1         | 2         |
| —                             | DAV  | [[Fitxer:Flag of Spain (1785–1873, 1875–1931).svg\|23x15px\|border \|alt=Espanya\|link=Selecció de futbol d'Espanya\|{{#if:\|]]                | Matías Colmenares    | 1     | 0     | 0            | 0            | 1         | 0         |
| Jugadors convidats o puntuals |      | |                      |       |       |              |              |           |           |
| —                             | DEF  | [[Fitxer:Flag of Spain.svg\|23x15px\|border \|alt=Espanya\|link=Selecció de futbol d'Espanya\|{{#if:\|]]                                       | José Irízar          | 4     | 0     | 0            | 0            | 4         | 0         |
| —                             | DEF  | [[Fitxer:Flag of Switzerland.svg\|23x16px\|border \|alt=Suïssa\|link=Selecció de futbol de Suïssa\|{{#if:\|]]                                  | Maxime Baer          | 2     | 0     | 0            | 0            | 2         | 0         |
| —                             | MIG  | [[Fitxer:Flag of Spain.svg\|23x15px\|border \|alt=Espanya\|link=Selecció de futbol d'Espanya\|{{#if:\|]]                                       | Manuel del Castillo  | 3     | 0     | 0            | 0            | 3         | 0         |
| —                             | MIG  | [[Fitxer:Flag of England.svg\|23x15px\|border \|alt=Anglaterra\|link=Selecció de futbol d'Anglaterra\|{{#if:\|]]                               | Millher              | 2     | 0     | 0            | 0            | 2         | 0         |
| —                             | DAV  | [[Fitxer:Flag of Catalonia.svg\|23x15px\|border \|alt=Catalunya\|link=Selecció de futbol de Catalunya\|{{#if:\|]]                              | Miquel Mensa         | 1     | 0     | 0            | 0            | 1         | 0         |

1. ↑  Sense incloure dades sobre les alineacions i golejadors de la jornades 8 i 7, per falta de fonts.
2. ↑  S'inclouen els jugadors del club que no van disputar parits oficials durant la temporada.
3. ↑  Era jugador del FC X.
4. ↑  De pas per Barcelona, fou convidat a jugar dos partits.
5. ↑  Era jugador del FC Espanya.
6. 1 2  Jugador a prova.

## Competicions
| Competició   | Pos. | PJ | PG | PE | PP | GF | GC | Campió |
| ------------ | ---- | -- | -- | -- | -- | -- | -- | ------ |
| C. Catalunya | 2n   | 6  | 4  | 1  | 1  | 18 | 6  | X SC   |

## Partits

### Amistosos
| 28 setembre 1907 | FC Barcelona | 2 - 0 | FC Espanya | Barcelona                  |  |
|                  |              |       |            | Camp del carrer Muntaner · |  |

| 13 octubre 1907 | FC Barcelona | 1 - 4 | FC X | Barcelona                              |  |
|                 | Quirante     |       |      | Camp del carrer Muntaner · Barraquer · |  |

| 20 octubre 1907 | FC Barcelona         | 3 - 2 | FC Espanya | Barcelona                           |  |
|                 | Mendez · Amechazurra |       |            | Camp del carrer Muntaner · Berdie · |  |

| 24 novembre 1907 | FC Barcelona           | 5 - 0 | FC Espanya | Barcelona                            |  |
|                  | Barraguer · C.Comamala |       |            | Camp del carrer Muntaner · Sampere · |  |

| 27 novembre 1907 | FC Barcelona                | 7 - 0 | Seawell | Barcelona                           |  |
|                  | Wallace · Mendez · Quirante |       |         | Camp del carrer Muntaner · Lloret · |  |

| 15 desembre 1907 | FC Barcelona      | 4 - 0 | FC X | Barcelona                             |  |
|                  | Quirante · Mendez |       |      | Camp del carrer Muntaner · Almasqué · |  |

| 25 desembre 1907 | Olympique Cettois | 1 - 4 | FC Barcelona           | França                     |  |
|                  |                   |       | Bru · Quirante · Forns | Cette · Renauld {Franca} · |  |

| 26 desembre 1907 | Sporting Club Nîmois | 0 - 0 | FC Barcelona | França                     |  |
|                  |                      |       |              | Nîmes · Claudel {Franca} · |  |

| 29 desembre 1907 | Olympique Marsella | 9 - 1 | FC Barcelona | França                       |  |
|                  |                    |       | Amechazurra  | Marsella · Sanaud {Franca} · |  |

| 5 gener 1908 | Galeno | 1 - 2 | FC Barcelona | Barcelona       |  |
|              |        |       | Quirante     | Galeno · Ponz · |  |

| 1 març 1908 | FC Barcelona                 | 6 - 1 | Còrdova | Barcelona         |  |
|             | Wallace · Sanz · Amechazurra |       |         | Muntaner · Park · |  |

| 4 març 1908 | FC Barcelona                  | 6 - 1 | Còrdova | Barcelona            |  |
|             | Wallace · Amechazurra · Forns |       |         | Muntaner · Gruclin · |  |

1. ↑  Nom d'un vaixell anglès atracat al port de Barcelona.
2. ↑  Nom d'un vaixell atracat al port de Barcelona.
3. ↑  Nom d'un vaixell atracat al port de Barcelona.

### Campionat de Catalunya
| Pos | Equip               | PJ | PG | PE | PP | GF | GC | DG  | Pts | Classificació |
| --- | ------------------- | -- | -- | -- | -- | -- | -- | --- | --- | ------------- |
| 1   | X Sporting Club (C) | 6  | 5  | 0  | 1  | 14 | 6  | +8  | 10  | Campió        |
| 2   | FC Barcelona        | 6  | 4  | 1  | 1  | 18 | 6  | +12 | 9   |               |
| 3   | FC Espanya          | 6  | 1  | 1  | 4  | 5  | 12 | −7  | 3   |               |

| 19 gener 1908 | FC España | 1 - 1 | FC Barcelona | Barcelona                           |  |
| Jornada 1     | Gol       |       | Quirante     | Camp del carrer Muntaner · Verdié · |  |

| 16 febrer 1908  | FC Barcelona       | 3 - 2 | X SC    | Barcelona                              |  |
| 15:40 Jornada 5 | Wallace · Comamala |       | Berdier | Camp del carrer Muntaner · Degollada · |  |

| 23 febrer 1908 | FC Barcelona       | 3 - 1 | Català SC | Barcelona                           |  |
| Jornada 6      | Comamala · Wallace |       | Gol       | Camp del carrer Muntaner · García · |  |

| 8 març 1908 | FC Barcelona | 6 - 0 | FC España | Barcelona                  |  |
| Jornada 8   |              |       |           | Camp del carrer Muntaner · |  |

| 22 març 1908     | X SC   | 1 - 0 | FC Barcelona | Barcelona                                             |  |
| 16:30 Jornada 10 | Molins |       |              | Camp del carrer Marina · 2.000 espectadors · Viñals · |  |

| 29 març 1908    | Català SC | 1 - 5 | FC Barcelona | Barcelona                 |  |
| 16:25 Jornada 7 |           |       |              | Velòdrom de la Bonanova · |  |